# Plastic Letters
A Plastic Letters az amerikai Blondie rockegyüttes 1977-ben megjelent második stúdióalbuma. Tartalmazott két angliai Top 10-es kislemezslágert, és ez volt az utolsó Blondie album, melynek a producere Richard Gottehrer volt. A Denis című dal a Randy & the Rainbows együttes 1963-as Denise című slágerének a feldolgozása volt, Európa szerte sikeres sláger lett, 1978 februárjában pedig a második helyre került az angol slágerlistán. A második kislemez, az (I’m Always Touched by Your) Presence, Dear 1978 májusában ugyancsak Angliában a tizedik lett. A dalt az együttes basszusgitárosa, Gary Valentine írta, nem sokkal az együttesből való kilépése előtt. (Így Christ Stein nemcsak gitározott a felvételeken, hanem basszusgitározott is.) Az új basszusgitáros Frank Infante lett, ő azonban még nem szerepelt az albumborítón. Az album kétszer jelent meg digitálisan felújított változatban, először 1994-ben a Chrysalis Records gondozásában, két bónusz dallal, másodszor 2001-ben az EMI kiadásában, négy bónusz dallal.

## Az album dalai
Első oldal:
1. Fan Mail (James Destri) – 2:38
2. Denis (Neil Levenson) – 2:19
3. Bermuda Triangle Blues (Flight 45) (Chris Stein) – 2:49
4. Youth Nabbed as Sniper (Stein) – 3:00
5. Contact in Red Square (Destri) – 2:01
6. (I’m Always Touched by Your) Presence, Dear (Gary Valentine) – 2:43
7. I'm on E (Debbie Harry, Stein) – 2:13

Második oldal:
1. I Didn't Have the Nerve to Say No (Destri, Harry) – 2:51
2. Love at the Pier (Harry) – 2:27
3. No Imagination (Destri) – 2:56
4. Kidnapper (Destri) – 2:37
5. Detroit 442 (Destri, Stein) – 2:28
6. Cautious Lip (Stein, Ronnie Toast) – 4:24

Bónusz dalok az 1994-es újrakiadáson:
1. Poets Problem (Destri) – 2:20
2. Denis (alternatív verzió) (Levenson) – 2:22

Bónusz dalok a 2001-es újrakiadáson:
1. Once I Had a Love (a.k.a. The Disco Song) (Harry, Stein) – 3:58
2. Scenery (Valentine) – 3:10
3. Poets Problem (Destri) – 2:20
4. Detroit 442 (élő) (Destri, Stein) – 2:33

## Közreműködők
- Debbie Harry - ének
- Chris Stein - gitár, basszusgitár, vibrafon
- James Destri - zongora, orgona, szintetizátor, háttérvokál
- Frank Infante - basszusgitár, háttérvokál
- Clement Burke - dob, háttérvokál
- Dale Powers - háttérvokál a Kidnapperben